# Ircinia echinata
Ircinia echinata är en svampdjursart som först beskrevs av Keller 1889.  Ircinia echinata ingår i släktet Ircinia och familjen Irciniidae. Inga underarter finns listade i Catalogue of Life.